# Vardia Försäkring
Vardia Försäkring erbjuder försäkringar till privatpersoner och företag i Sverige. Gjensidige är sedan april 2016 försäkringsgivare för Vardia Försäkring AB på den svenska marknaden. I Sverige har bolaget 150 anställda uppdelat på tre kontor i Luleå, Örebro och Stockholm. Koncernen Vardia Insurance Group ASA börsnoterades i april 2014. VD är Andreas Önstorp.
Vardia har skapat de geografiska försäkringskoncepten Norrlandsförsäkring och Stockholmsförsäkring.
Branschorganet Risk & Försäkring i samarbete med IFU utsåg Vardia Försäkring till årets sakförsäkringsbolag för 2012.
Branschorganet RIsk & Försäkring i samarbete med IFU utsåg Vardia Försäkring till Framtidens Arbetsgivare för 2014.